# 梅赫迪·纳夫蒂
梅赫迪·拿夫迪（阿拉伯语：مهدي النفطي，1978年11月28日—），出生在圖盧茲，是一名突尼西亞足球員，司職防守中場。

## 球會
拿夫迪的足球生涯在法國球會圖盧茲展開，其後他加盟西班牙球會桑坦德。2005年，他在1月轉會窗開啟期間被外借至伯明翰。他通常被稱為「Nasty」，這是因為他擁有如火一般的個性和天生謹慎，而且他的加盟最初是用以取代離開時因態度囂張而觸怒伯明翰球迷的羅比·沙維治。球季結束後，他的表現使很多球迷都希望他正式加盟，最終他在2005年6月30日正式轉投伯明翰並簽訂三年合約。
2005/06球季，拿夫迪的十字韌帶受傷，使人們以為他將會缺陣至2006/07球季。然而，在2005/06球季的最後一天，他在銳步球場對保頓的賽事中復出，使大部分伯明翰球迷都非常驚訝。儘管，伯明翰已經降班，但他的復出依然是一個好消息，這意味著他將會成為球隊在2006/07球季第一時間爭取重返英超的重要組成部分之一。
2008年8月，拿夫迪在聯賽盃以4-0的比分擊敗韋甘比的賽事中攻入其首個競賽入球。
當伯明翰決定不再與拿夫迪續約後，他在2009年6月加盟阿瑞斯並簽訂兩年合約。他在主場對基亞連拿的賽事中攻入賽事唯一入球，協助球隊擊敗對手，使在聯賽進行了三場賽事後便升上希超第一位。他在2009/10球季，總共取得4個入球。

## 國際賽
拿夫迪曾代表突尼西亞出戰2002年非洲國家盃並在對贊亞的賽事中上陣。2004年非洲國家盃，他在決賽對摩洛哥的賽事中正選上陣，最終球隊以2-1的比分擊敗對手奪冠。他亦有在2005年洲際國家盃對德國和澳洲的賽事中上陣。2006年世界盃，他在小組賽對沙特阿拉伯、西班牙和烏克蘭的賽事中上陣，但球隊始終未能取得一場勝仗。他在2008年非洲國家盃代表突尼西亞隊在小組賽對南非和安哥拉的賽事上陣，後來球隊在八強戰不敵喀麥隆而出局。

## 外部連結
- （英文）足球数据库：梅赫迪·拿夫迪的球员统计数据